# كازويا ميكاوا
كازويا ميكاوا (前川 和也) (ولد 22 مارس 1968) هو لاعب كرة قدم ياباني سابق، شارك في كأس آسيا 1992.

## روابط خارجية
1. ↑  "معلومات عن كازويا ميكاوا على موقع national-football-teams.com". national-football-teams.com. مؤرشف من الأصل في 2020-03-14.
2. ↑  "معلومات عن كازويا ميكاوا على موقع data.j-league.or.jp". data.j-league.or.jp. مؤرشف من الأصل في 2018-08-23.

- كازويا ميكاوا على موقع رابطة كرة القدم اليابانية للمحترفين (اليابانية)
- كازويا ميكاوا على موقع قاعدة بيانات كرة القدم.إي يو (الإنجليزية)
- كازويا ميكاوا على موقع ناشيونال فوتبول تيمز (الإنجليزية)
- كازويا ميكاوا على موقع عالم كرة القدم.نت (الإنجليزية)